# اوبناس
اوبناس (به فرانسوی: Aubenas) یک کمون در فرانسه است که در منطقۀ آردش واقع شده‌است.

## خصوصیات
اوبناس ۱۴٫۳۲ کیلومترمربع مساحت و ۱۱٬۴۹۶ نفر جمعیت دارد و ۲۳۷ متر بالاتر از سطح دریا واقع شده‌است.

## خواهرخوانده
شهر سیر خواهرخواندهٔ اوبناس هست.